# 学問のすゝめ
『学問のすゝめ』（學問ノスヽメ、がくもんのすすめ）は、福沢諭吉の著書のひとつであり代表作である。初編から17編までシリーズとして発行された。初編のみ小幡篤次郎共著。

## 概要
1872年（明治5年2月）初編出版。以降、数年かけて順次刊行され、1876年（明治9年11月25日）十七編出版を以って一応の完成をみた。その後1880年（明治13年）に「合本學問之勸序」という前書きを加え、一冊の本に合本された。
明治維新直後の日本人は、数百年変わらず続いた封建社会と儒教思想しか知らなかった。本書は国民に向かい、日本が中世的な封建社会から、近代民主主義国家に新しく転換したことを述べ、欧米の近代的政治思想、民主主義を構成する理念、市民国家の概念を平易な比喩を多用して説明し、儒教思想を否定して、日本人を封建支配下の無知蒙昧な民衆から、民主主義国家の主権者となるべき、自覚ある市民に意識改革することを意図する。また数章を割いて当時の知識人に語りかけ、日本の独立維持と明治国家の発展は知識人の双肩にかかっていることを説き、自覚を促し、福澤自身がその先頭に立つ決意を表明する。後半の数章で、生活上の心構え等の持論を述べて終わる。
文体は平易ながら、明治維新の動乱を経て新しく開けた新時代への希望と、国家の独立と発展を担う責任を自覚する明治初期の知識人の気概に満ち、当時の日本国民に広く受容された。おそらく近代の啓発書で最も著名で、最も売れた書籍である。最終的には300万部以上売れたとされ、当時の日本の人口が3000万人程であったから実に全国民の10人に1人が買った計算になる。その後も時代をこえてロングセラーとなり、1950年発行の岩崎書店版も数十万部を売り上げた。

## 内容
初編
自由・独立・平等の、それまでの日本人が知らなかった3つの価値観が新時代の社会を支配することを宣言する。新時代における身分は生まれではなく、学問を通じた個人の見識により決定することを述べ、権威への服従を中心的価値観とする封建社会の民衆像を否定し、近代国家の市民への意識転換を促す。
二編 人は同等なること
前編を詳説して、実学を推奨し、また平等とは権利の平等であるとし、日本には言葉さえ無かった権利や平等とは何かを説明する。さらに日本が封建制から、市民権を基礎とし、法治主義に基づく近代市民国家へ転換したことを述べる。
三編 国は同等なること / 一身独立して一国独立すること
本編で福沢は、当時の帝国主義全盛の中、諸国家の権利の平等を主張する。初編をさらに詳説し、国民がもはや封建支配の対象ではなくなったことを語り、権威から独立した自由市民としての自覚を促す。また市民の義務について述べ、各市民が国家に責任を負って国家の独立があると説く。
四編 学者の職分を論ず
日本の独立維持の条件に学術、産業、法律の発展をあげ、政府主導の振興策が進展しないのは民間の力不足が原因として、民間を主導する責任は知識人層にあるとする。そして当時の知識人の公職志向を非とし、福沢自身が在野で知識人層を先導する決意を宣言する。
五編 明治七年一月一日の詞
慶應義塾の新年会の挨拶を文章化したもの。福沢は前編と同じく、民間を先導すべき知識人の責任を集まった仲間に語り、一同の奮起を促す。
六編 国法の貴きを論ず
本編で福沢は、政府を社会契約説に基づく市民政府と定義し、法治主義の重要さを説明する。法治を破った私刑の悪例として赤穂浪士の仇討ちをあげ、後に議論を呼ぶ。（赤穂不義士論を参照。）
七編 国民の職分を論ず
前編の社会契約説と法治主義をさらに解説する。また政府が圧政を行なった場合の対応として武力抵抗権を否定し、非暴力主義を提唱する。福沢が本編で封建的主従関係に基づく忠義の価値観を否定し、古来の忠臣とは主人の一両の金を落として首を吊る下男と同じとしたため、後のいわゆる楠公権助論が発生する。（楠公権助論を参照。）
八編 わが心をもって他人の身を制すべからず
江戸期の社会秩序の基軸をなした主従、男女、親子の儒教的上下関係を不合理な旧思想として否定し、男女同権論を展開する。
九編 学問の趣旨を二様に記して中津の旧友に贈る文
本書簡は、学問には個人的・社会的の二種類の目的があることを書く。個人的な目的は生活の独立だが、社会的な目的は、業績によって社会の進歩に貢献することであり、それは人間の義務であると説く。
十編 前編のつづき、中津の旧友に贈る
前編に続けて、学究の徒の心構えを説く。当時の日本の後進性を解決する責務が知識人にあることを語ったのち、目先の生活のため大局的な学問の目的を放棄することを戒める。
十一編 身分から偽君子を生じるの論
八編の内容の続編である。儒教的秩序を基礎とする国家観の不合理を論証し、弊害を述べて身分制度に基づく封建社会を否定する。
十二編 演説の法を勧めるの説 / 人の品行は高尚ならざるべからざるの論
前半では思想を言葉で語ることの重要性を述べ、それまで日本になかった弁論術の観念を提唱する。後半では自己より優れた相手を比較する基準に置いて、常に向上を心がける必要性を説く。
十三編 怨望の人間に害あるを論ず
人間の不道徳のうちで最大は、怨恨であると断じ、怨恨の生じる原因は、自由な発言や行動を禁じられた鬱屈であるとして、政府も民間ともに、個人の言論と行動の自由を妨げてはならないと語る。
十四編 心事の棚卸し / 世話の字の義
前段で長期的な計画に取り組むには自己の状況を商売の簿記のように客観的に監視し、期末ごとの決算のように定期的に総括することを助言する。後段では、他者への監督は他者への保護と表裏の関係にあり、どちらかが欠けた場合の弊害を説く。
十五編 事物を疑いて取捨を断ずること
物事を採用する前に、慎重な検討と取捨選択が必須であることを述べる。西洋文明の進歩は既存の価値観に対する疑問から発生したことを説き、西洋文明そのものすら盲信することを愚として戒める。
十六編 手近く独立を守ること / 心事と働きと相当すべきの論
前段では独立に物理的と精神的な独立の二種があると説く。物欲や虚飾にもとづいて消費する者は、精神が欲求の奴隷となっていることを主張する。後段では内面の自己評価と、実際の仕事の実力を一致させることを説き、不一致が生じた場合の弊害について述べる。
十七編 人望論
世間的な評価の必要性を説き、実力以下の評価しか得られない悩みに対しアドバイスする。他人からの評価を得るためには、実は見た目の印象がまず重要であること、愛想のいい顔つきや話し方の必要性、そしてそのために研究や努力をしなくてはならないと述べる。また孤立せずに努めて交友範囲を広げることを勧めて、全章を締めくくる。

## 文章
人には生まれながら上下の秩序があるとする儒教思想に由来する、それまでの日本人の常識を完全に否定し、人間の平等を宣言した「天は人の上に人を造らず人の下に人を造らずといへり」という冒頭の一節は著名だが、この「云（）ヘリ」は現代における「云われている」という意味で、この一文のみで完結しているわけではない。しかも、この言葉は福澤諭吉の言葉ではなく、アメリカ合衆国の独立宣言からの翻案であるとするのが最も有力な説である。
この引用に対応する下の句とも言える一文は、
「されども今廣く此人間世界を見渡すにかしこき人ありおろかなる人あり貧しきもあり冨めるもあり貴人もあり下人もありて其有様雲と坭との相違あるに似たるは何ぞや」
である。つまり、
「天は人の上に人を造らず人の下に人を造らずと言われている。人は生まれながら貴賎上下の差別ない。けれども今広くこの人間世界を見渡すと、賢い人愚かな人貧乏な人金持ちの人身分の高い人低い人とある。その違いは何だろう？ それは甚だ明らかだ。賢人と愚人との別は学ぶと学ばざるとに由ってできるものなのだ。人は生まれながらにして貴賎上下の別はないけれどただ学問を勤めて物事をよく知るものは貴人となり富人となり、無学なる者は貧人となり下人となるのだ」
ということである。
以上の言葉は初編からの引用であるが、虚実渦巻く理想と現実の境を学問によって黎明するといった、全体として学問の有無が人生に与える影響を説いている。
彼は攘夷の気分が蔓延していた当時に攘夷を否定し、また、「政治は国民の上で成り立っており、愚かな人の上には厳しい政府ができ、優れた人の上には良い政府ができる。法律も国民の行いによって変わるもので、単に学ぶ事を知らず無知であるのに強訴や一揆などを行ったり、自分に都合の良い事ばかりを言う事は恥知らずではないか。法律で守られた生活を送っていながら、それに感謝をせず自分の欲望を満たすために法律を破る事は辻褄の合わない事だ。」（意訳）等と、大政奉還から約4年半後の世相を考えればかなり先進的な内容だったと言える

。
更に古文や漢文については「よきものではあるがそこまでして勉強するものではない」（意訳）と、意義を否定はしないが、世間で扱われている程の価値があるものではない、と言って儒学者や朱子学者が使うような難しい字句のある漢文や古文を学ぶより、まず日常的に利用価値のある、読み書き、計算、基本的な道徳などの「実学」を身につけるべきだと書いている。
本書は数章を除いて、小学校の教科書とするため、もしくは高等教育を受けていない当時の一般国民を読者に想定して書かれている(5編)。そのため当時の基準では平易な文章だといえ、難解な政治思想を説明するため比喩が多く使われている。

## 批判
本書が執筆された明治初期は、明治国家の国家像が模索されている時期であった。福澤は自由市民による国民主権国家を構想していたが、やがて形成された政府の方針は、主権は天皇に存し、各国民は臣民として天皇の主権下に服す、天皇制国家であった。政府の方針が明確になりだした1882年（明治15年）前後から、福澤は政府の方針を反動として『時事新報』で批判を展開するが、1889年（明治22年）の大日本帝国憲法発布を経て、天皇制国家が確立する。忠義や孝行をはじめ、儒教的な価値観を完全に否定した福澤の思想は時代を先取りしすぎ、明治社会下では福澤自身への批判・攻撃を招いた。

### 赤穂不義士論
『学問のすすめ』への批判は、特に第6編「国法の貴きを論ず」と第7編「国民の職分を論ず」に集中した。第6編では、赤穂浪士の討ち入りは私的制裁であって正しくないと論じる部分が批判の対象となった。

### 楠公権助論
また第7編で主君のために自分の命を投げ出す忠君義士の討死と、主人の使いに出て預かった一両の金を落とし、申しわけなさに並木にふんどしをかけて首をくくった権助の死を同一視し、私的な満足のための死であり、世の文明の役には立たないと論じている。この部分が、楠木正成（楠公）の討死が無益な死と論じたものと解釈されて、批判の対象となった。ただし、福澤自身は楠木正成にはまったく言及していない。

### 『学問のすすめ之評』
福澤は、上記の批判に対して、慶應義塾 五九樓仙萬（ごくろうせんばん）というペンネームで「学問のすすめ之評」という弁明の論文を記して投稿し、『郵便報知新聞』明治7年11月5日号付録に掲載された。さらに、『朝野新聞』同年11月7日号に「学問ノススメ之評」として転載され、『日新眞事誌』同年11月8 - 9日号、『横浜毎日新聞』同年11月9日号にも掲載された。この投書が掲載されてから、「物論（）漸く鎭（）まりて爾来（）世間に攻撃（）の聲を聞かず」という事になった。

## 本書をモチーフにしたタイトルの作品・商品

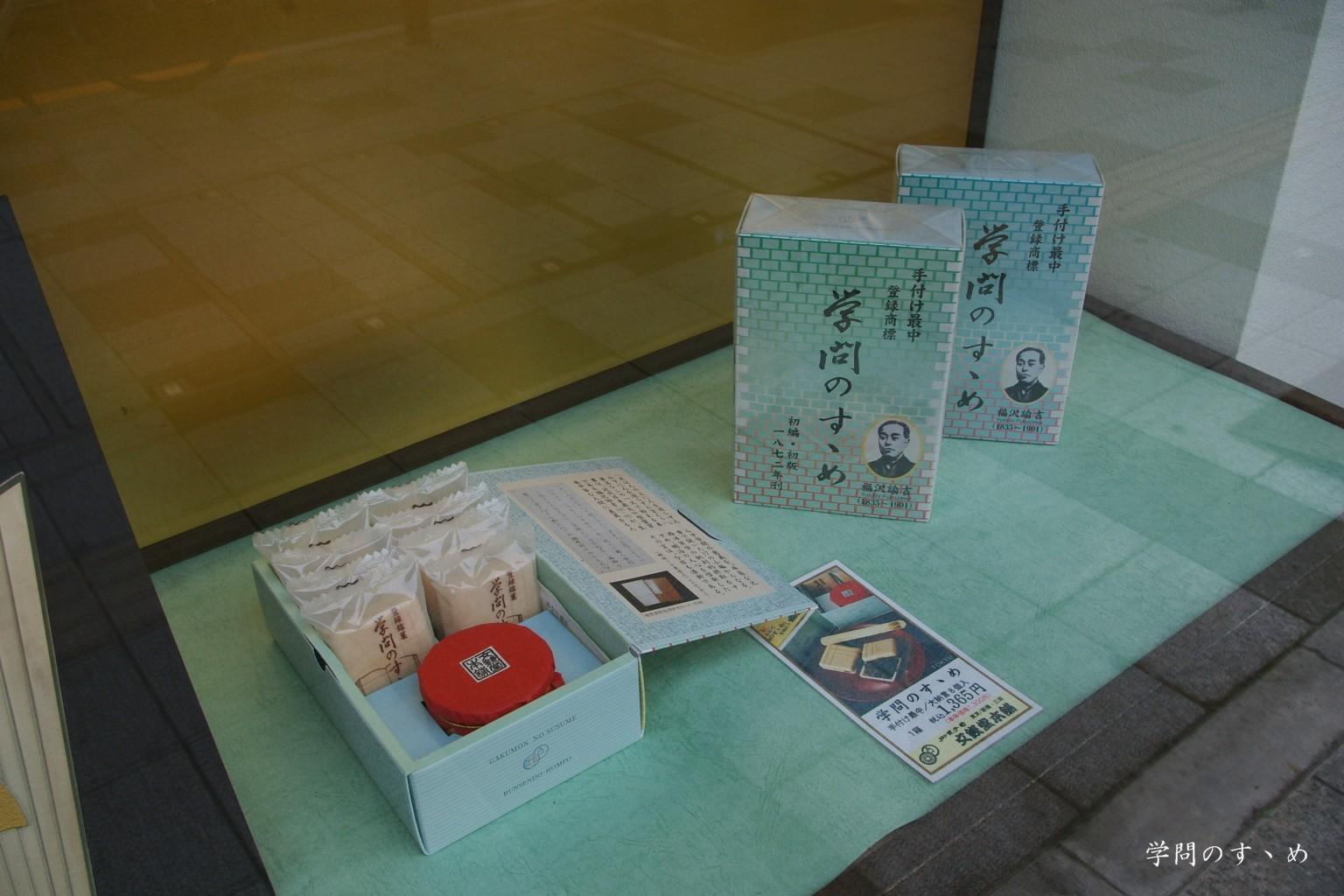
『学問のすゝめ』最中。菓子の名にも冠されている

有名な作品であるため、他の作品・商品に本書をもじった名前が使われることがある。
- 『学問のすゝめ』-文銭堂本舗 (東京都港区三田)が販売している最中。
- 小説『ウソつきのススメ』-（林多加志、南伸坊）
- テレビ番組『爆笑問題のススメ』-（札幌テレビ・日本テレビ系列）
- ドリンク『大豆ノススメ』（コカ・コーラ）

### パロディ
- 万亭応賀『活論学門雀』 全6冊、魁文社、1875年。 - 2号の巻末書名：『活論学問雀』、初号下の外題：『活論学門すずめ』、2,3号下の題簽書名：『活論学門すすめ』。
- 川村貴司『学問のスズメ　ショート・ショート』川村貴司、1971年。
- “(3)学問のスズメ（おれは直角）”, テレビ人気こどものうた, ビジーフォー・スペシャル歌、森雪之丞作詞、本間勇輔作曲、, 東芝EMI, (1991-11), TOCT-6349 (東芝) - 注記：録音ディスク 1枚：CD 12cm、収録時間: 77分37秒。
- 『學問のスズメ　文部省未検定』花田賢作 口演、澤龍 監修、かわら版出版〈かわら版選書〉、1996年4月。

## 書誌情報

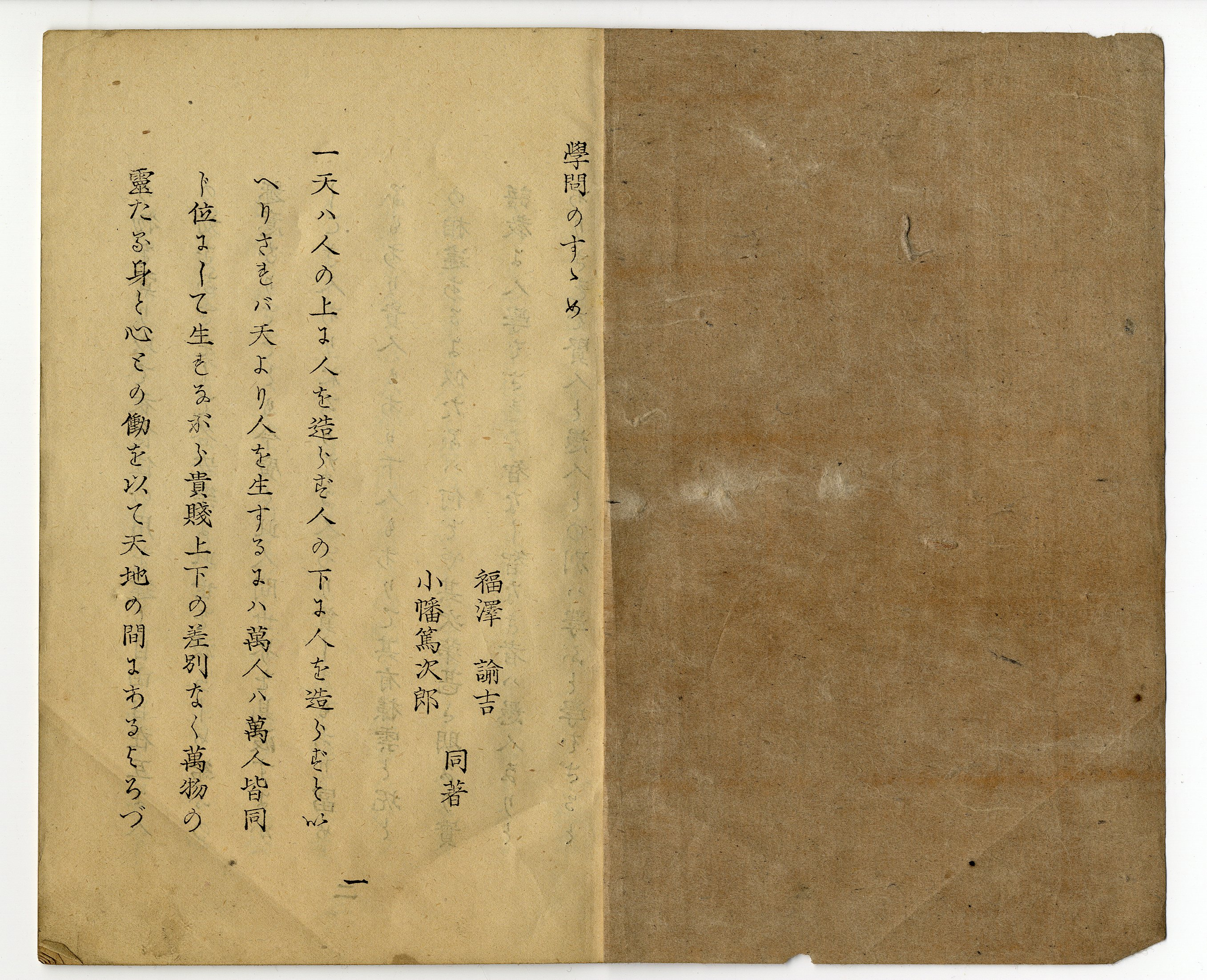
福沢諭吉・小幡篤次郎共著『学問のすゝめ』（初版、1872年）

### 初版本
初版本は活版印刷で縦18cm・横11.5cm、端書を含め33ページで構成され内容は初編のみとなっている。現存数が少なく、日本全国で10冊ほどが確認されている:14。
大分県中津市内の福沢諭吉旧居記念館内に初版本を展示している。
1968年に日本近代文学館から「名著複刻全集 近代文学館 明治前期 29」として『学問のすすめ 全』（初編）が復刻されている。
小室正紀・西川俊作編 『福澤諭吉著作集〈第3巻〉学問のすゝめ』 慶應義塾大学出版会、2002年、ISBN 978-4766408799 には、『学問のすゝめ 全』（初編）初版本の影印が収録されている。

### 版本
- 福澤諭吉、小幡篤次郎『學問のすゝめ』（初版）福澤諭吉、1872年。
- 『学問ノススメ』（2版）福澤諭吉、1880年7月。 - 第1-17編合本版。
- 『福澤全集』 第2巻、時事新報社、1898年。NDLJP:898728/392。
- 時事新報社 編『福澤全集』 第3巻、國民圖書、1926年4月。
- 『近世社会経済学説大系』 第9巻、誠文堂新光社、1937年。
- 『学問のすすめ』富田正文編、日本評論社〈明治文化叢書 第2〉、1941年。
- 『学問のすゝめ』岩波書店〈岩波文庫 3064-3065〉、1948年。
  - 『学問のすゝめ』（改版）岩波書店〈岩波文庫〉、1978年1月。
  - 『学問のすゝめ』岩波書店〈ワイド版岩波文庫〉、1994年11月。ISBN 4-00-007154-8。
  - 『学問のすゝめ』（改版）岩波書店〈岩波文庫〉、2008年12月。ISBN 978-4-00-331023-6。
- 福澤諭吉著作編纂会 編『福澤諭吉選集』 第1巻、岩波書店、1951年。 - 旧版選集（旧字旧仮名）。
- 『学問のすゝめ』富田正文校訂解題、慶應通信教育図書〈コレスポンデンス・ライブラリイ〉、1951年。
- 『学問のす丶め』岩崎書店、1951年。
- 『現代日本文学全集』 第51、筑摩書房、1958年。
- 慶應義塾 編『福澤諭吉全集』 第3巻、岩波書店、1959年4月。
- 慶應義塾 編『福澤諭吉全集』 第3巻（再版）、岩波書店、1969年10月。
- 『現代日本思想大系』 第2、筑摩書房、1963年。
- 『学問のすすめ』伊藤正雄校注、旺文社〈旺文社文庫〉、1967年。
- 『学問のすすめ』金園社、1968年。
- 『学問のすゝめ』文憲堂七星社、1968年。
- 『近代文学館 名著複刻全集 明治前期 29』日本近代文学館、1968年。 - 初編の復刻。
- 伊藤整など 編『日本現代文学全集』 第2、講談社、1969年。 - 抄文。
- 土橋俊一校訂・解説 編『学問のすすめ』講談社〈講談社文庫〉、1972年。
- 永井道雄責任編集 編『日本の名著（33） 福沢諭吉』中央公論社、1977年。
  - 永井道雄責任編集 編『日本の名著（33） 福沢諭吉』中央公論社〈中公バックス〉、1984年7月。ISBN 4-12-400423-0。
- 富田正文、土橋俊一編集 編『福沢諭吉選集』 第3巻、岩波書店、1980年12月。 - 新版選集（新字旧仮名）。
- 『学問のすゝめ 初編』福沢旧邸保存会、1983年。 - 初編の復刊。
- 進藤咲子 編『学問ノス丶メ 本文と索引』笠間書院〈笠間索引叢刊 104〉、1992年9月。
- 坂本多加雄解説 編『学問のすすめ ほか』中央公論新社〈中公クラシックス〉、2002年11月。ISBN 4-12-160042-8。
- 小室正紀、西川俊作 編『福澤諭吉著作集』 第3巻、慶應義塾大学出版会、2002年1月。ISBN 4-7664-0879-9。
  - 小室正紀・西川俊作 編『学問のすゝめ』慶應義塾大学出版会、2009年5月。ISBN 978-4-7664-1623-7。
- 『学問のすゝめ』伊藤正雄校注、講談社〈講談社学術文庫〉、2006年4月10日。ISBN 4-06-159759-0。 - 旺文社文庫版の改訂復刊。
- 赤木かん子 編『学問のすゝめ(抄)』ポプラ社〈ポプラ・ブック・ボックス 剣の巻 9〉、2008年4月。ISBN 978-4-591-10194-0。 - 抄文。
- 『独立のすすめ――名著「学問のすすめ」より現代に生かせる知恵を再編集』ロゼッタストーン編集、ロゼッタストーン、2010年7月26日。ISBN 978-4-947767-11-0。

### 現代語訳
- 『学問のすすめ 現代語訳』伊藤正雄訳、社会思想社〈現代教養文庫〉、1977年6月。
  - 『4-86145-009-8.htm 学問のすゝめ 現代語訳』伊藤正雄訳、文元社〈教養ワイドコレクション〉、2004年2月。ISBN 4-86145-009-8。
  - 『現代語訳　 学問のすすめ』伊藤正雄訳、岩波書店〈岩波現代文庫 学術300〉、2013年10月16日。ISBN 978-4-00-600300-5。
- 『学問のすすめ 真の独立人になるために』加賀義現代語訳、幸福の科学出版〈教養の大陸books〉、2009年10月。ISBN 978-4-86395-002-3。
- 『ヨコ書き学問のすすめ 超現代語訳！ビジネスにも役に立つ』河本敏浩現代語訳、ブックマン社、2009年5月。ISBN 978-4-89308-713-3。
- 『現代語訳 学問のすすめ』齋藤孝訳、筑摩書房〈ちくま新書 766〉、2009年2月。ISBN 978-4-480-06470-7。
- 『こども「学問のすすめ」』齋藤孝訳、寄藤文平絵、筑摩書房、2011年11月24日。ISBN 978-4-480-87846-5。 - こども向けに翻案したもの。
- 『おとな「学問のすすめ」』齋藤孝訳、筑摩書房、2011年12月15日。ISBN 978-4-480-87845-8。
- 『福沢諭吉「学問のすすめ」』佐藤きむ訳、坂井達朗解説、角川学芸出版〈角川文庫 角川ソフィア文庫 ビギナーズ日本の思想〉、2006年2月。ISBN 4-04-307303-8。
- 『学問のすすめ 現代文訳』竹中晴三訳、主権者教育研究会、1984年11月。
- 『学問のすゝめ』滝沢主税訳、長野県地名研究所、2009年11月。
- 『新訳学問のすすめ 通勤大学図解・速習 自分が何をすべきかを知る！』ハイブロー武蔵訳・解説、総合法令出版〈通勤大学文庫〉、2005年10月。ISBN 4-89346-919-3。
- 『学問のすゝめ』服部陽子訳、創栄出版、1998年5月。ISBN 4-88250-751-X。
- 『学問のす丶め 現代語で読む』桧谷昭彦訳・解説、三笠書房、1983年6月。
  - 『学問のす丶め 現代語で読む人生の最高名著』桧谷昭彦訳・解説、三笠書房〈知的生きかた文庫〉、1989年5月。ISBN 4-8379-0314-2。
  - 『学問のすゝめ 人は、学び続けなければならない』檜谷昭彦現代語訳、三笠書房、2001年3月。ISBN 4-8379-1880-8。
  - 『978-4-8379-7902-9/?select=title&search=%B3%D8%CC%E4%A4%CE%A4%B9%A4%B9%A4%E1 現代語訳 学問のすすめ』檜谷昭彦訳、三笠書房〈知的生きかた文庫 ひ18-1〉、2010年11月。ISBN 978-4-8379-7902-9。
- 『学問のすすめ 自分の道を自分で切りひらくために』岬龍一郎訳・解説、PHP研究所、2004年6月。ISBN 4-569-63643-8。
  - 『学問のすすめ 自分の道を自分で切りひらくために』岬龍一郎訳・解説、PHP研究所〈PHP文庫〉、2008年11月。ISBN 978-4-569-66593-1。
- 『学問のすすめ』奥野宣之現代語訳、致知出版社〈いつか読んでみたかった日本の名著シリーズ1〉、2012年9月。ISBN 978-4-88474-967-5。

### 英訳
- An Encouragement of Learning. The Thought of Fukuzawa 2. David A. Dilworth. Keio University Press. (2012-04-30). ISBN 978-4-7664-1684-8

### 中国語訳
- 『勸學』黃玉燕訳、聯合文学（台湾）、2003年2月10日。ISBN 9789575224141。

### 仏語訳
- L’Appel à l’étude, édition complète, traduit du japonais, annoté et présenté par Christian Galan （クリスチャン・ガラン）, Paris, Les Belles Lettres, avril 2018, 220 p. (ISBN 978-2251447964)

### まんが
- 『学問のすすめ』バラエティ・アートワークス 企画・漫画、イースト・プレス〈まんがで読破〉、2008年4月。ISBN 978-4-87257-909-3。
- 福沢諭吉、バラエティ・アートワークス 企画・漫画『学問のすすめ』イースト・プレス〈教養を広げる「まんがで読む名著」 MM2〉、2015年3月24日。ISBN 978-4-7816-1320-8。
- 齋藤孝、岩元健一 まんが『まんがでわかる福沢諭吉『学問のすすめ』』あさ出版〈Business Comic Series〉、2016年9月。ISBN 978-4-86063-890-0。

### CD
- 『CD 学問のすすめ』パンローリング。ISBN 978-4-7759-2696-3。

### ニンテンドーDS
- 『DS文学全集』任天堂

### 蔵書資料
- 『學問のすゝめ. 初編』 | デジタルで読む福澤諭吉（慶應義塾大学メディアセンター デジタルコレクション）
- 『「学問ノススメ」 福沢諭吉著 2版』 - 国立国会図書館

### テキスト
- 『学問のすすめ』：新字新仮名 - 青空文庫
- 学問のすゝめ（新字旧仮名） - ウェイバックマシン（2019年3月30日アーカイブ分）
- 学問のすすめ 初編～十七編

### 印刷等
- 『学問のすゝめ』と『学問ノスヽメ』の活字各種について